# District judiciaire de Béjar

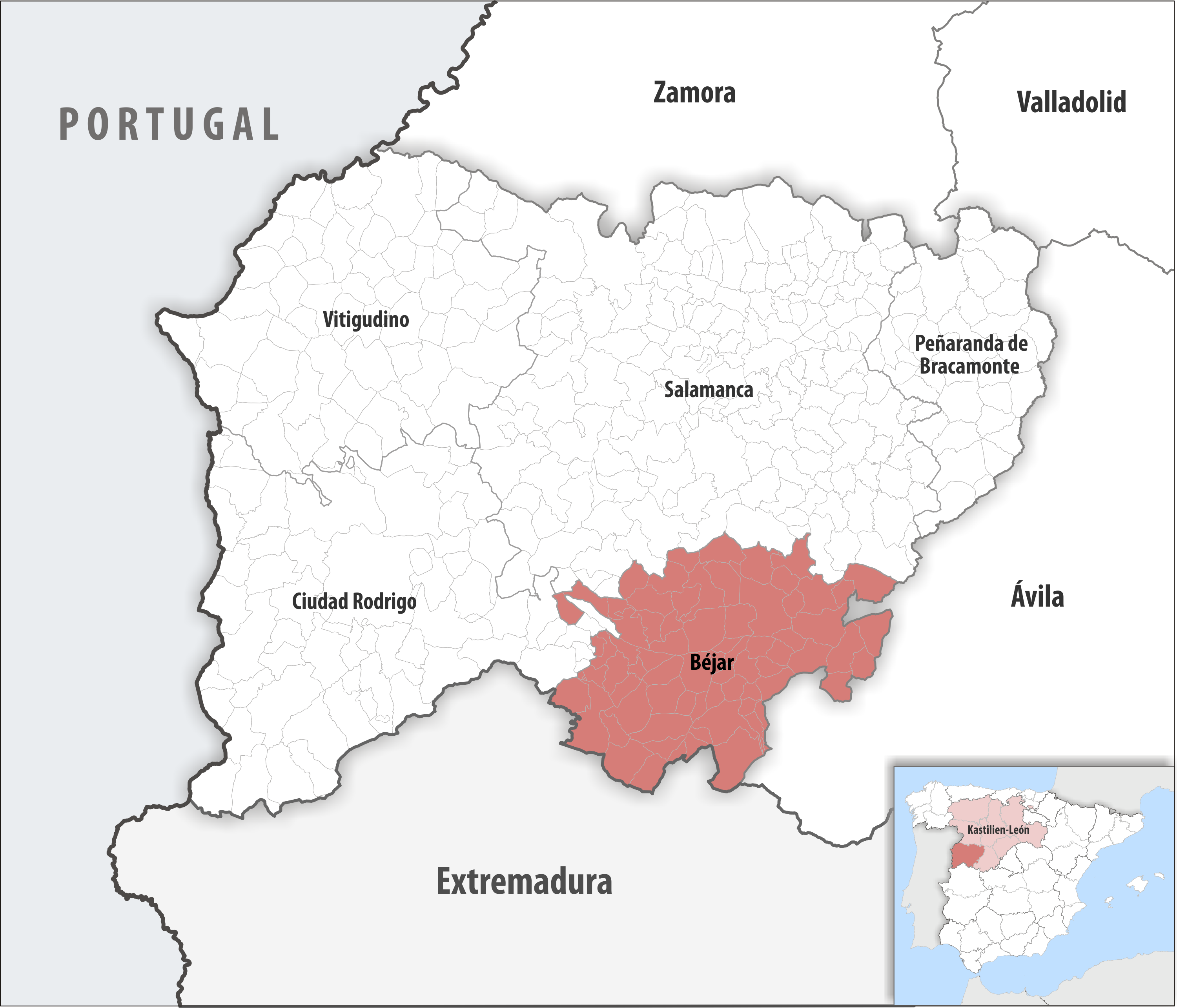
Carte présentant le district judiciaire de Béjar

Le district judiciaire de Béjar est un district judiciaire espagnol de la province de Salamanque, en Castille et León, Espagne. 

## Liste des communes
Communes du district judiciaire :
- Aldeacipreste
- Aldeavieja de Tormes
- Armenteros
- La Bastida
- Béjar
- Berrocal de Salvatierra
- La Cabeza de Béjar
- La Calzada de Béjar
- Candelario
- Cantagallo
- Casafranca
- Cepeda
- Cereceda de la Sierra
- El Cerro
- Cespedosa de Tormes
- Colmenar de Montemayor
- Cristóbal de la Sierra
- Endrinal
- Escurial de la Sierra
- Frades de la Sierra
- Fresnedoso
- Fuenterroble de Salvatierra
- Fuentes de Béjar
- Gallegos de Solmirón
- Garcibuey
- Guijo de Ávila
- Guijuelo
- Herguijuela de la Sierra
- Herguijuela del Campo
- Horcajo de Montemayor
- Lagunilla
- La Hoya
- Ledrada
- Linares de Riofrío
- Madroñal
- Miranda del Castañar
- Molinillo
- Monleón
- Montejo
- Montemayor del Río
- Navacarros
- Nava de Béjar
- Navalmoral de Béjar
- Navamorales
- Peñacaballera
- Peromingo
- Pinedas
- Pizarral
- Puebla de San Medel
- Puente del Congosto
- Puerto de Béjar
- Salvatierra de Tormes
- San Esteban de la Sierra
- San Miguel de Valero
- Sanchotello
- Santibáñez de Béjar
- Santibáñez de la Sierra
- Los Santos
- Sequeros
- La Sierpe
- Sorihuela
- Sotoserrano
- La Tala
- El Tejado
- El Tornadizo
- Valdefuentes de Sangusín
- Valdehijaderos
- Valdelacasa
- Valdelageve
- Valero
- Valverde de Valdelacasa
- Vallejera de Riofrío
- Villanueva del Conde